# Dobroslav
Dobroslav (ukrainien : Доброслав, russe : Доброслав) est une commune urbaine de l'oblast d'Odessa, en Ukraine. Elle compte 6 844 habitants en 2021.
Jusqu'en 1935, la commune s'appelait Antono-Kodintsevo, jusqu'en 2016 Kominternivske (ukrainien : Комінте́рнівське d'après le Komintern). La commune est le centre administratif du raïon de Liman.

## Géographie
Dobroslav se trouve à 50 km au nord-est d'Odessa.

## Histoire
Le village est formé en 1802, quand le propriétaire terrien Anton Kodintsev (originaire du gouvernement de Poltava) achète les terres et y fait venir une partie de ses serfs. Le village est nommé en Antono-Kodintsevo d'après son propriétaire. Il se trouve dans le gouvernement de Kherson. Le village devient le centre d'une volost en 1849. En 1858, y vivaient 515 habitants dans 64 foyers. En 1886, le village fait partie de l'ouïezd d'Odessa; il est peuplé de 410 habitants dans 80 foyers. Il comprend une petite église orthodoxe, une école paroissiale et un magasin. Plus loin, à une verste, se trouve un moulin à vapeur et à cinq verstes un magasin, puis à sept verstes un autre moulin et à onze verstes le quai pour la traversée en bac.
Pendant la Grande Guerre patriotique de 1941-1945, le village se trouve jusqu'au printemps 1944 sous l'occupation de la Wehrmacht et de son allié roumain.
En 1973, il y avait une usine agro-alimentaire, une usine de minoterie et de pain et un élevage de volailles avec incubateurs.
En mai 1995, le cabinet des ministres d'Ukraine procède à la privatisation des coopératives de machines agricoles locales.
La population était de 6 887 habitants au 1er janvier 2013. La commune prend son nom actuel en 2016.

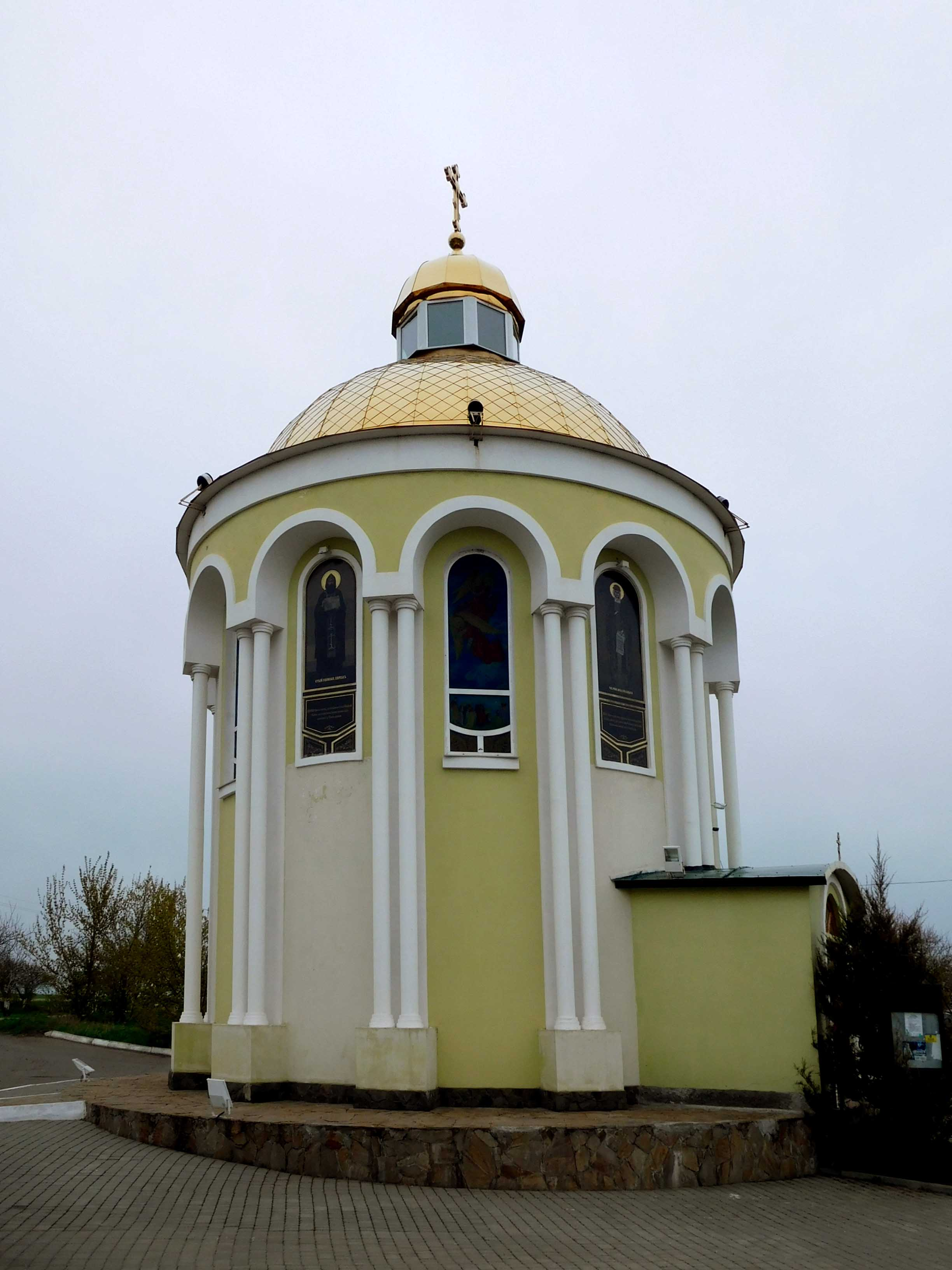
Vue de l'église de Tous-les-Saints.
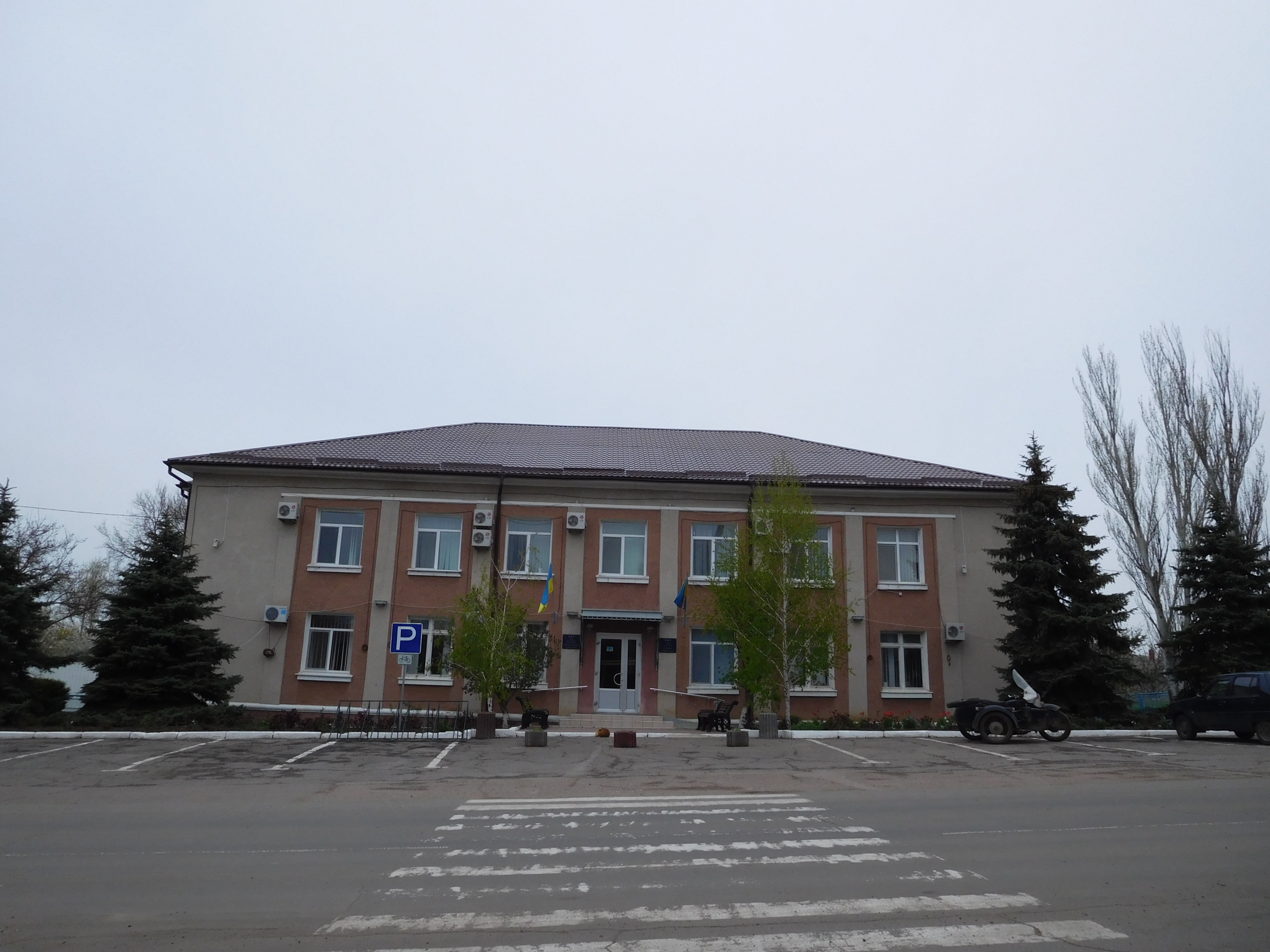
Centre administratif du raïon de Liman à Dobroslav.
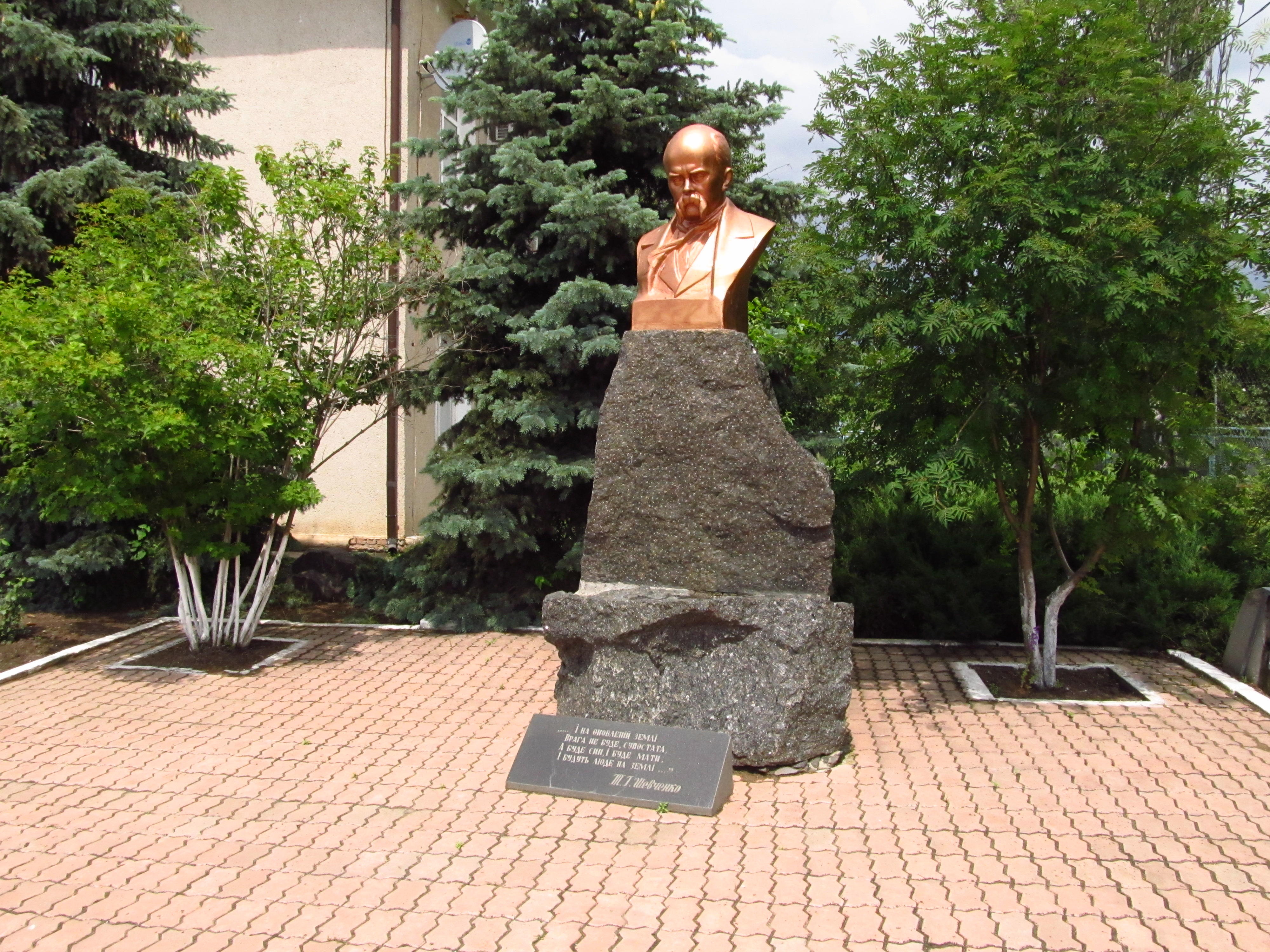
Buste de Chevtchenko.
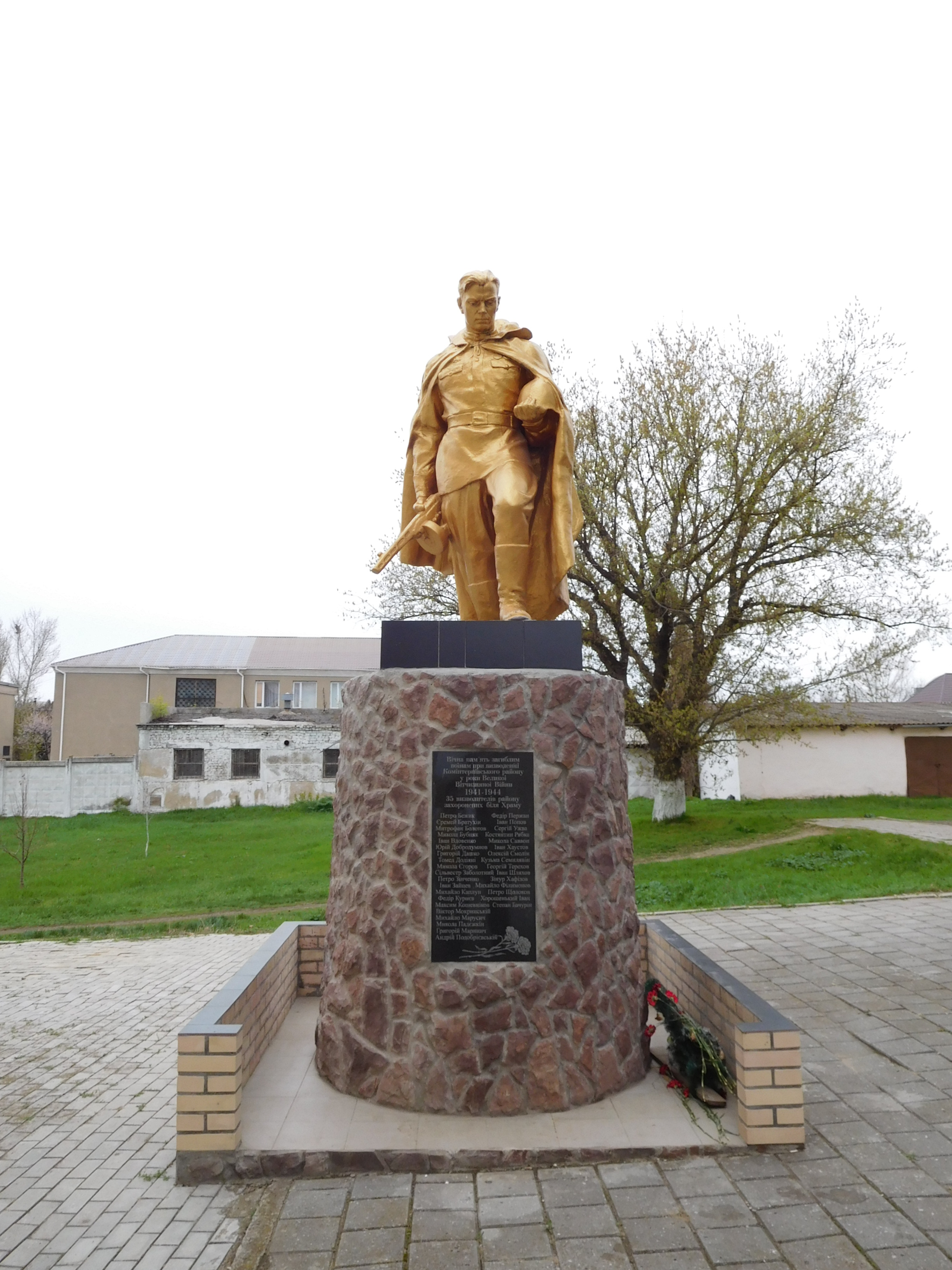
Monument aux morts de la Grande Guerre patriotique.
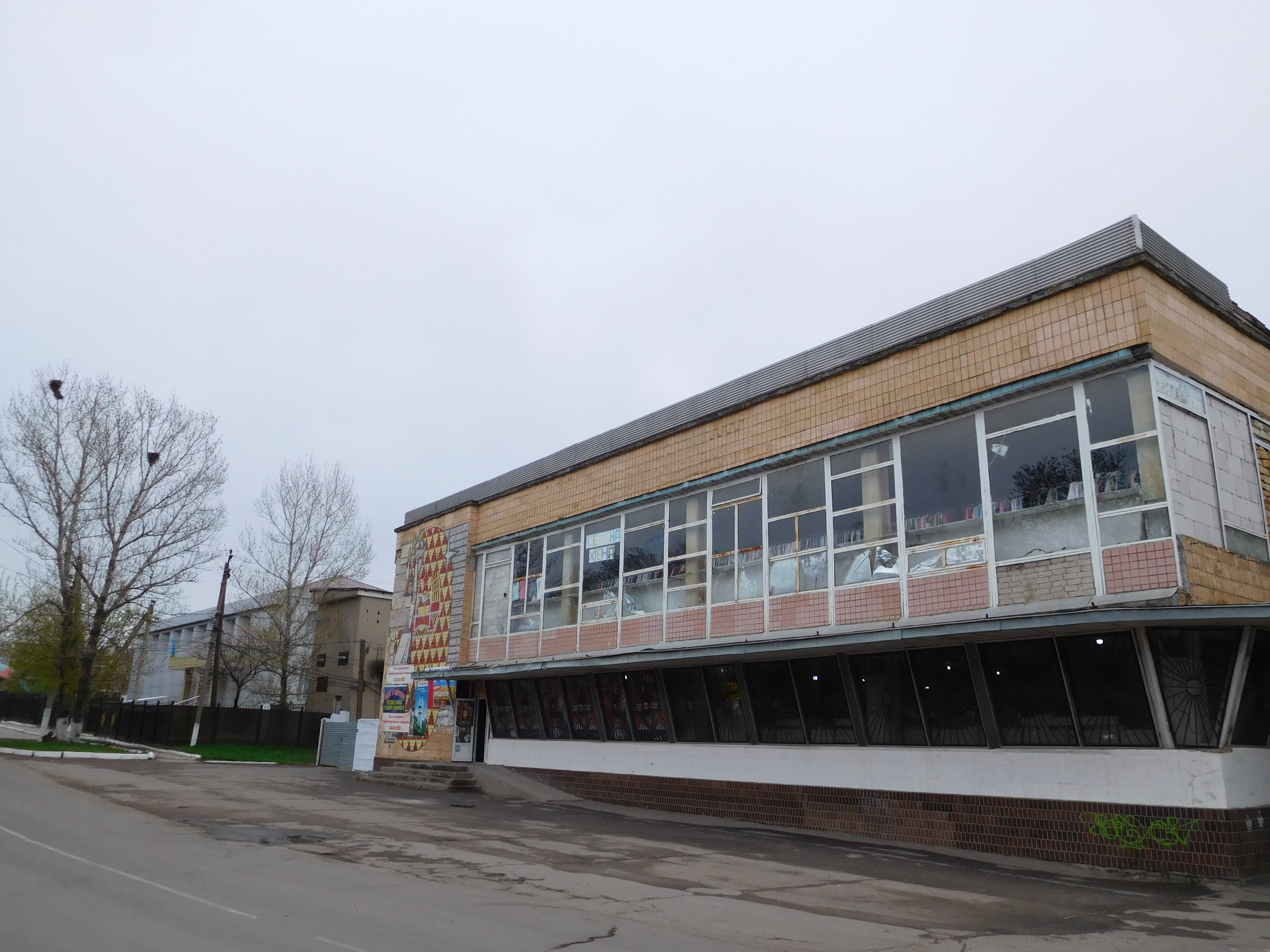
Magasin.
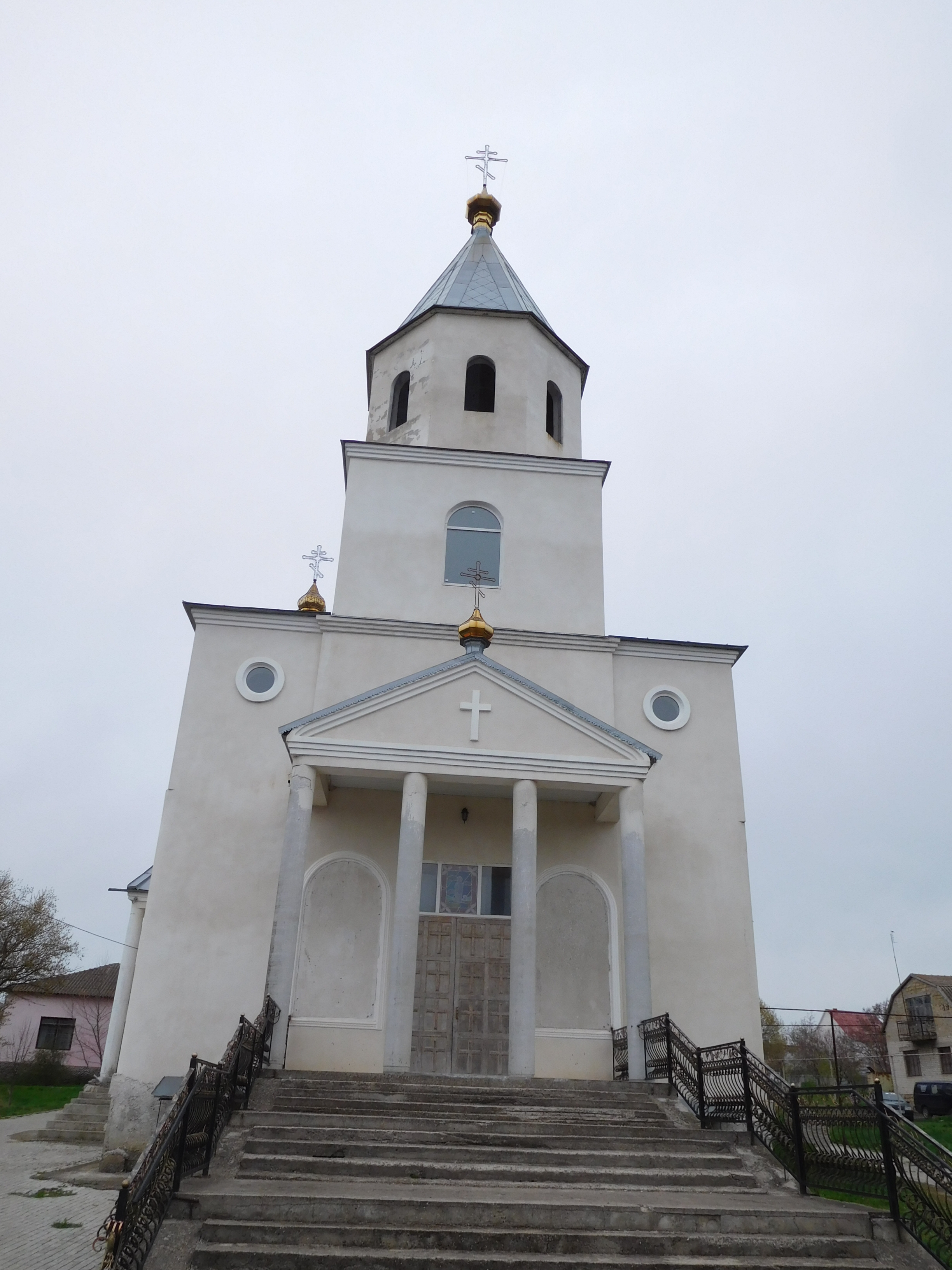
Façade de l'église Sainte-Barbe.